# Семаковське газове родовище
Семаковське газове родовище – гігантське родовище у Тюменській області Росії.

## Геологічна інформація
Родовище виявили ще в 1971 році унаслідок спорудження розвідувальної свердловини №37 на узбережжі Обської губи. Оскільки основна частина Семаковського родовища знаходиться під водами останньої, в 2008 – 2009 роках провели додаткову розвідувальну кампанію, під час якої в Обській губі в районі з глибинами моря 8 – 8,5 метрів спорудили свердловини Семаковская-101, Семаковская-102, Семаковская-103, та Семаковская-104, що мали глибину від 1019 до 1033 метрів. Всі вони були пробурені самопідіймальною буровою установкою «Амазон», за винятком свердловини №103, яку спорудив плавучий буровий комплекс «Обский-1».
На родовищі виявлений один масивний газовий поклад у пласті ПК1 марресалинської свити (верхня частина, що відноситься до сеноманського ярусу верхньої крейди).
Колектори – пісковики із лінзовидними вкрапленнями глин.
Станом на 2017 рік початкові видобувні запаси газу за російськими категоріями А+В+С1 оцінювались у 370 млрд м3.

## Розробка
Розробка Семаковського родовища почалась на початку 2020-х, при цьому вирішили мінімізувати роботи в акваторії та облаштувати на прибережній полосі два кущі похило-спрямованих свердловин з великим відходом від вертикалі – наприклад, у свердловини №А08 при довжині 3663 метра вертикальна глибина складає 879 метрів при відході від вертикалі у 3045 метрів. Також планується спорудження в морі двох гравітаційних платформ, до кожної з яких мають підключити дві підводні видобувні комплекси.
Перша черга установки комплексної підготовки газу родовища має потужність 7,5 млрд м3 на рік, яку в подальшому планується довести до 16 млрд м3.
Видачу продукції організували через газопровід Семаковське – Ямбург.
Проект розробки реалізує компанія «РуcГазАльянс», що є спільним підприємством «Газпрома».